# Український технічно-господарський інститут
Український технічно-господарський інститут (УТГІ) — установа заочного навчання, створена 1932 року при Українській господарській академії (УГА) в Подєбрадах; по ліквідації УГА перебрав на себе також науково-педагогічну працю.

## Історія інституту
УТГІ було організовано за зразком УГА; його основу склали 3 відділи:
- агрономічно-лісівничий;
- економічно-кооперативний;
- хіміко-технологічний.

Крім того, існували різні курси для навчання практичних дисциплін (пасічництво, городництво, миловарення тощо), технікум сільськогосподарської промисловості, курси українознавства, чужих мов та журналістики. З фахових відділів найкраще працював економіко-кооперативний, два інших згодом ліквідовано.
Для потреб студентів було широко розвинене видавництво для заочного навчання (77 підручників); видавано також «Вісті УТГІ».
У 1932 — 39 рр. було вписано 1087 студентів, а у 1940 —45 рр. число студентів зросло до 7 020, у період 1945 -52 рр. було прийнято на навчання (іматрикульовано) на всіх факультетах УТГІ 1 290 студентів, з яких закінчило навчання з дипломами 307 (агрономи — 91, лісівники — 34, інженери-будівельники — 13, ветеринарні лікарі — 32, фармацевти — 122, хіміки — 6, економісти — 9).
Педагогічний склад нараховував 219 осіб (у тому числі 62 професорів, 45 доцентів, 91 лектор і 29 асистентів). Вони походили з різних земель України, і серед них було багато висококваліфікованих фахівців.
Директорами УТГІ були: Борис Іваницький (1932 — 1936), Б. Мартос (1936 — 1937), Л. Бич (1937 — 1939), Л. Фролов (1939 — 1941), С. Комарецький (1941 — 1945).
По війні (28.6.1945) керівництво УТГІ одержало дозвіл американської влади продовжувати свою працю у Регенсбурзі (Баварія), і було відновлене аудиторне (очне) навчання на 5 факультетах: крім вищезгаданих трьох, короткочасно існували ще ветеринарно-медичний і фармацевтичний (обидва у Мюнхені).
Брак фінансів був частково компенсований допомогою УНРРА, а згодом ІРО, що забезпечували персонал і студентство приміщенням і харчами.
Крім аудиторного навчання, УТГІ провадив далі навчання кореспонденційним шляхом (бл. 1 500 осіб), насамперед англійської мови та фахових курсів, що їх було організовано у різних місцевостях осідку української еміграції у Німеччині (курси закінчило понад 2 200). За період 1945 -51 рр. було видано або перевидано 47 підручників. Видавалися «Вісті УТГІ», «Наукові Записки» і «Науковий Бюлетень УТГІ».
Ректорами УТГІ в Німеччині були: В. Доманицький (1945 -47), Б. Іваницький (1947 -1952), П. Савицький (1952 -1961), Р. Єндик (1961 -1974), М. Коржан (1974 — 1978), І. Ковальський (в. о. ректора, 1978 -1979), І. Майстренко.
Після масового виїзду української еміграції на нові місця поселення УТГІ поступово перетворився на науково-дослідну установу. З 1962 року функціонування інституту продовжується у складі Товариства Сприяння Українській Науці. Відсутність фінансової підтримки з боку держави та незначна підтримка з боку благодійників змушує інститут згортати свою діяльність. 15 грудня 2009 року було оприлюднено комунікат УТГІ про припинення членства у Товаристві та наукової діяльності загалом.
Архів інституту, що охоплює період діяльності інституту у 1930-1940-х роках було вивезено з Чехословаччини радянськими військами і сьогодні зберігається у Центральному державному архіві вищих органів влади. Увесь архів післявоєнного періоду передано до Національного університету «Києво-Могилянська академія» у 2007 році згідно з угодою про співробітництво між УТГІ та Науковою бібліотекою НаУКМА. Документи філії УТГІ у Нью-Йорку зберігаються у бібліотеці Гарвардського університету.

## Професорсько-викладацький склад
- Гольдельман Соломон Ізраїльович
- Гордієнко Гаврило Максимович
- Доманицький Віктор Миколайович
- Іван Драбатий — в інституті від 1932, від 1945 — професор пасічництва та організації сільського господарства, в 1945—1946 — продекан, 1946—1948 — декан агрономічно-лісівного факультекту, в 1948—1951 — проректор та керівник сектору заочного навчання.
- Єндик Ростислав
- Іваницький Борис Георгійович
- Майстренко Іван Васильович
- Нездійминога Микола Павлович
- Ніщеменко Корній Семенович
- Шрамченко Леонтій

## Випускники академії
- Галів Микола Михайлович
- Мащак Осип Андрійович
- Степан Місько
- Яцик Петро Дмитрович